# Newbie
Pour les articles homonymes, voir Noob.
Newbie (prononcé [ˈnjuːbɪ] en anglais britannique, ou [ˈnuːbɪ] en anglais américain), ou plus couramment noob [ˈnuːb], est une personne novice, qui débute (notamment dans le jeu vidéo).

## Étymologie et historique
L’étymologie du mot newbie est incertaine. Il pourrait soit s’agir d’une variante de new boy issu du langage familier de l'école publique anglaise et de l'argot militaire anglais et américain et qui désigne un néophyte, soit d’une variante de newie issu de l'argot américain et australien, qui désigne aussi un néophyte. En français, on parle souvent de « débutant », d'« amateur » ou de « novice » dans le langage courant.
Dans le monde des jeux vidéo en ligne, le terme « noob » a été déformé par le Leet speak en « newb », « nub », « n00blet », « noob » ou encore « n00b ».
La troncation du mot newbie est newb (prononcé [ˈnuːb]), difficile à différencier phonétiquement de noob.
En 2009, le mot « noob » devient l'un des candidats pour devenir le millionième mot anglais du Global Language Monitor,.

## Définition et emploi
Dans le domaine des jeux vidéo en ligne, une distinction est généralement faite entre un newbie et un noob :
- un « newbie » est un simple débutant, une personne nouvelle dans une activité, inexpérimentée et ignorante des mécanismes du jeu et de l'étiquette mais qui ne demande qu'à apprendre ;
- un « noob » est souvent un joueur expérimenté (ou du moins qui connait le jeu qu'il pratique) mais qui fait cependant volontairement des erreurs flagrantes (car il n'en fait qu'à sa tête, malgré la situation ou les ordres s'il joue en équipe), voire qui adopte un comportement similaire à un débutant dans le but de désorganiser ou de s'amuser (troll), mais plus généralement parce que c'est un joueur sous-talentueux qui manque de détermination pour apprendre à s'améliorer[2].